# مسجد ناجينا في قلعة أغرا
مسجد ناجينا في قلعة أغرا (Nagina Masjid, Agra Fort)، يُعرف أيضًا باسم مسجد الجوهرة، هو مسجد يقع في قلعة أغرا بناه شاه جاهان في الهند. 

## الوصف
- هو أحد المعالم المعمارية الجميلة في قلعة أغرا.[5]

- تم بناء هذا المسجد بالرخام الأبيض النقي الجذاب، ويشتمل على قاعة للصلاة ذات تصميم رائع.

- يتميز مسجد ناجينا بهندسة معمارية وزخرفة بسيطة.

- ينقسم المسجد إلى ثلاثة خلجان بواسطة أعمدة بسيطة تحت الأقواس الحادة أعلاه.

- يبلغ عرض المسجد 10.21 مترًا وعمقه 7.39 مترًا.[6]